# (343000) Ijontichy
(343000) Ijontichy est un astéroïde de la ceinture principale.

## Description
(343000) Ijontichy est un astéroïde de la ceinture principale. Il fut découvert le 29 janvier 2009 à Taunus par Erwin Schwab et Ute Zimmer. Il présente une orbite caractérisée par un demi-grand axe de 2,97 UA, une excentricité de 0,04 et une inclinaison de 9,1° par rapport à l'écliptique.
Il est nommé d'après le personnage Ijon Tichy.

## Compléments